# Lijst van goniometrische gelijkheden
De goniometrische basisfuncties zijn op diverse manieren met elkaar verbonden. Dit artikel geeft een lijst met goniometrische gelijkheden.

## Directe onderlinge relaties
{\displaystyle {\begin{array}{rl}\tan x=&{\cfrac {\sin x}{\cos x}}\\\sec x=&{\cfrac {1}{\cos x}}\\\csc x=&{\cfrac {1}{\sin x}}\\\cot x=&{\cfrac {1}{\tan x}}={\cfrac {\cos x}{\sin x}}\\\end{array}}}

## Grondformule en afgeleiden
{\displaystyle \cos ^{2}(x)+\sin ^{2}(x)=1}
Dit is de grondformule van de goniometrie en is gebaseerd op de stelling van Pythagoras. De tweede en derde zijn hieruit af te leiden door te delen door het kwadraat van de cosinus en sinus.
{\displaystyle \tan ^{2}x+1={\frac {1}{\cos ^{2}x}}=\sec ^{2}x}
{\displaystyle \cot ^{2}x+1={\frac {1}{\sin ^{2}x}}=\csc ^{2}x}

## Periodiciteit, symmetrie en verschuivingen
{\displaystyle {\begin{array}{rlrl}\sin x=&\sin(x+2\pi )=\sin(\pi -x)&\sin x=&\cos \left({\frac {\pi }{2}}-x\right)\\\cos x=&\cos(x+2\pi )=\cos(-x)&\cos x=&\sin \left({\frac {\pi }{2}}-x\right)=&\sin \left({\frac {\pi }{2}}+x\right)\\\tan x=&\tan(x+2\pi )=\tan(x+\pi )&\tan x=&\cot \left({\frac {\pi }{2}}-x\right)\\-\sin x=&\sin(x+\pi )=\sin(-x)&\\-\cos x=&\cos(x+\pi )=\cos(\pi -x)&\\-\tan x=&\tan(-x)=\tan(\pi -x)&\end{array}}}

## Gelijkheden voor de som en het verschil van twee hoeken
{\displaystyle {\begin{array}{rcl}\sin(x\pm y)&=&\sin(x)\cos(y)\pm \cos(x)\sin(y)\\\cos(x\pm y)&=&\cos(x)\cos(y)\mp \sin(x)\sin(y)\\\tan(x\pm y)&=&{\cfrac {\tan(x)\pm \tan(y)}{1\mp \tan(x)\tan(y)}}\\\cot(x\pm y)&=&{\cfrac {\cot(x)\cot(y)\mp 1}{\cot(x)\pm \cot(y)}}\\\end{array}}}

## Gelijkheden voor de dubbele hoek
{\displaystyle {\begin{array}{rcl}\sin(2x)&=&2\sin(x)\cos(x)={\cfrac {2\tan(x)}{1+\tan ^{2}(x)}}\\\cos(2x)&=&\cos ^{2}(x)-\sin ^{2}(x)=2\cos ^{2}(x)-1=1-2\sin ^{2}(x)={\cfrac {1-\tan ^{2}(x)}{1+\tan ^{2}(x)}}\\\tan(2x)&=&{\cfrac {2\tan(x)}{1-\tan ^{2}(x)}}\\\end{array}}}

## Derdehoekregel
{\displaystyle {\begin{array}{rcl}\sin(3x)&=&3\sin(x)-4\sin ^{3}(x)\\\cos(3x)&=&4\cos ^{3}(x)-3\cos(x)\\\tan(3x)&=&{\cfrac {3\tan(x)-\tan ^{3}(x)}{1-3\tan ^{2}(x)}}\end{array}}}

## Halveringsformules
Deze formules worden ook naar Carnot genoemd.
{\displaystyle {\begin{array}{ccl}\cos ^{2}(x)&=&{\tfrac {1}{2}}(1+\cos(2x))\\\sin ^{2}(x)&=&{\tfrac {1}{2}}(1-\cos(2x))\\\sin ^{2}(x)\cos ^{2}(x)&=&{\tfrac {1}{8}}(1-\cos(4x))\end{array}}}

## T-formules
Met de t-formules, zo genoemd vanwege de substitutie:
{\displaystyle t=\tan({\tfrac {1}{2}}x)}
zijn vergelijkingen met goniometrische identiteiten in {\displaystyle x} op te lossen door ze eerst te schrijven als functie van {\displaystyle t} en later weer terug te transformeren naar {\displaystyle x}. Er geldt:
{\displaystyle \tan(x)={\frac {2t}{1-t^{2}}}}
{\displaystyle \cos(x)={\frac {1-t^{2}}{1+t^{2}}}}
{\displaystyle \sin(x)={\frac {2t}{1+t^{2}}}}

{\displaystyle \operatorname {d} \!x={\frac {2\,dt}{1+t^{2}}}}

## Gelijkheden voor de halve hoek
{\displaystyle {\begin{array}{rcl}\cos \left({\tfrac {1}{2}}x\right)&=&\pm \,{\sqrt {\cfrac {1+\cos x}{2}}}\\\sin \left({\tfrac {1}{2}}x\right)&=&\pm \,{\sqrt {\cfrac {1-\cos x}{2}}}\\\tan \left({\tfrac {1}{2}}x\right)&=&{\cfrac {\sin({\tfrac {1}{2}}x)}{\cos({\tfrac {1}{2}}x)}}=\pm \,{\sqrt {\cfrac {1-\cos x}{1+\cos x}}}\\\tan \left({\tfrac {1}{2}}x\right)&=&{\cfrac {\sin x}{1+\cos x}}={\cfrac {1-\cos x}{\sin x}}={\cfrac {-1\pm {\sqrt {1+\tan ^{2}x}}}{\tan x}}\\\end{array}}}

## Formules van Simpson
Deze formules zijn naar Thomas Simpson genoemd.
{\displaystyle {\begin{array}{ccrrr}\sin(x)+\sin(y)&=&2\sin {\cfrac {x+y}{2}}\cos {\cfrac {x-y}{2}}\\\sin(x)-\sin(y)&=&2\cos {\cfrac {x+y}{2}}\sin {\cfrac {x-y}{2}}\\\cos(x)+\cos(y)&=&2\cos {\cfrac {x+y}{2}}\cos {\cfrac {x-y}{2}}\\\cos(x)-\cos(y)&=&-2\sin {\cfrac {x+y}{2}}\sin {\cfrac {x-y}{2}}\\\end{array}}}
Deling van de eerste door de tweede formule geeft
{\displaystyle {\dfrac {\sin(x)+\sin(y)}{\sin(x)-\sin(y)}}={\dfrac {\tan {\dfrac {x+y}{2}}}{\tan {\dfrac {x-y}{2}}}}}

## Omgekeerde formules van Simpson
{\displaystyle {\begin{array}{ccc}\cos(x)\cos(y)&=&{\cfrac {\cos(x-y)+\cos(x+y)}{2}}\\\sin(x)\sin(y)&=&{\cfrac {\cos(x-y)-\cos(x+y)}{2}}\\\sin(x)\cos(y)&=&{\cfrac {\sin(x-y)+\sin(x+y)}{2}}\\\end{array}}}

## Nog twee merkwaardige gelijkheden
{\displaystyle \sin(x)+\sin(y)+\sin(z)-\sin(x+y+z)=4\sin {\dfrac {y+z}{2}}\sin {\dfrac {z+x}{2}}\sin {\dfrac {x+y}{2}}}
{\displaystyle \cos(x)+\cos(y)+\cos(z)+\cos(x+y+z)=4\cos {\dfrac {y+z}{2}}\cos {\dfrac {z+x}{2}}\cos {\dfrac {x+y}{2}}}